# 후긴과 무닌

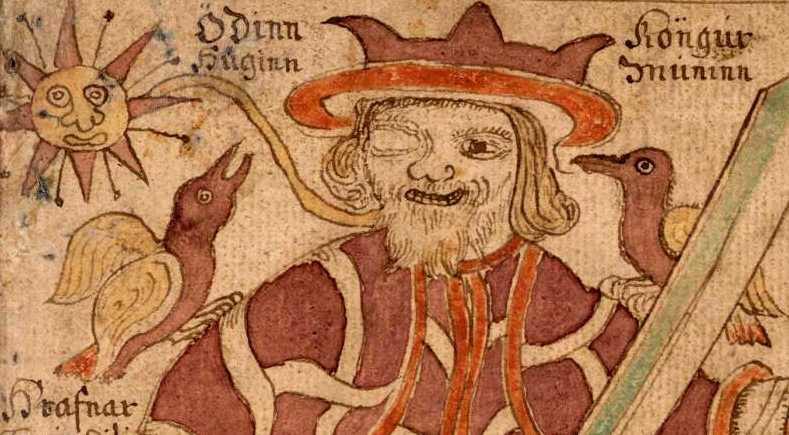
오딘의 어깨에 앉은 후긴과 무닌.

후긴(고대 노르드어: Huginn→생각)과 무닌(고대 노르드어: Muninn→기억)은 노르드 신화에 나오는 한 쌍의 도래까마귀이다. 미드가르드 모든 구석구석을 날아다니며 정보를 모아 오딘 신에게 보고한다. 후긴과 무닌은 《고 에다》와 스노리 스투를루손의 《신 에다》 및 《헤임스크링글라》, 13세기에 올라프 토르다르손이 편저한 《제3문법론》, 그 밖의 여러 스칼드 시가에 언급된다.
《고 에다》의 한 장면에서 변장한 오딘은 후긴과 무닌이 돌아오지 않을까 두려움을 표현한다. 《신 에다》에서는 오딘이 후긴과 무닌과 관련되어 있기 때문에 "도래까마귀 신"이라고도 불린다고 설명된다. 《신 에다》와 《제3문법론》에서 두 까마귀는 오딘의 어깨를 횃대 삼아 앉아 있는 것으로 묘사된다. 《헤임스크링글라》에서는 오딘이 후긴과 무닌에게 말할 수 있는 능력을 주었다고 한다.
게르만족의 대이동 시대의 황금 브락테아테, 벤델 시대의 투구판, 게르만 철기 시대의 새 모양 브로치 한 쌍, 바이킹 시대의 유물들 등에 나타난 모습들이 이 두 까마귀 중 한 마리와 함께 있는 오딘을 묘사한 것일 가능성이 있다. 후긴과 무닌의 오딘의 전령이라는 역할은 샤머니즘적 관습과 관련지어져 왔다. 도래까마귀는 노르드인의 흐라픈스메르키를 비롯해 게르만족에게 널리 퍼진 상징으로서 사용되었다. 퓔갸와 하밍갸 개념 역시 이와 관련된 것으로 생각된다.

## 출전

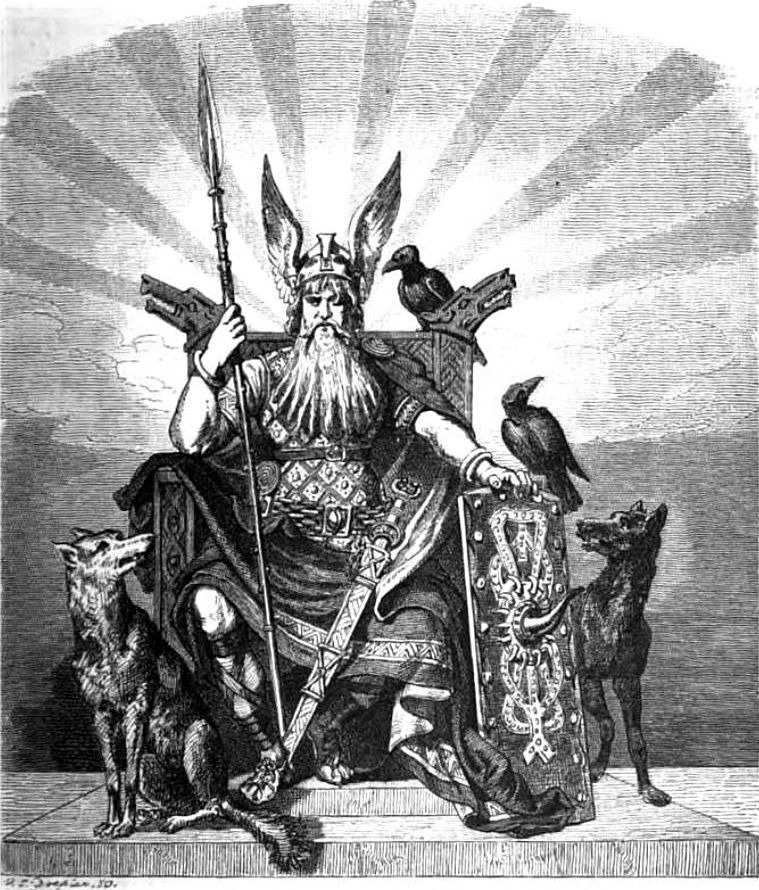
궁니르를 들고 어깨에 후긴과 무닌을 앉힌 채 발치에 게리와 프레키를 두고 있는 오딘. 카를 에밀 되플러의 1882년 그림.

《고 에다》 중 〈그림니르가 말하기를〉에서 그림니르라는 가명을 자칭하는 오딘이 어린 아그나르에게 오딘이 부리는 짐승들에 관한 이야기를 한다. 우선 늑대 게리와 프레키가 먼저 언급되고, 그 다음 절에서 후긴과 무닌이 전 세계, 곧 미드가르드를 매일 돌아다닌다는 것이 언급된다. 그림니르는 후긴이 돌아오지 않을까 걱정된다고 하며, 무닌이 돌아오지 않을 것은 더더욱 두려워한다.

| 벤저민 소프의 역: 후긴과 무닌이 매일같이 널찍한 땅 위를 날아다닌다. 나는 후긴이 돌아오지 않을까 두렵지만, 그보다 무닌이 더더욱 걱정이로다. | 헨리 애덤스 벨로우스의 역: 중간계의 위를 후긴과 무닌이 함께 매일같이 날아가 돌아다닌다. 후긴이 돌아오지 않을까 나는 두려워하지만, 무닌을 나는 더욱 신경쓴단다. |  |

《신 에다》 중 〈귈피의 속임수〉 제38장에서 옥좌에 앉은 높으신 분이 강글레리(변장한 귈피 왕)에게 후긴과 무닌이라는 이름의 도래까마귀 두 마리가 오딘의 어깨에 앉아 있다고 말한다. 이 까마귀들은 자기들이 보고 들은 것들을 모두 오딘에게 전해준다. 오딘은 새벽에 후긴과 무닌을 날려보내고, 두 새는 온 세상을 돌아보다가 저녁때가 되면 돌아온다. 그 결과 오딘은 많은 일들에 관한 정보를 얻고 있다. 높으신 분은 이러한 관계로 오딘은 "도래까마귀 신(고대 노르드어: Hrafnaguð 흐라프나구드)"이라고도 불린다고 덧붙인다. 이때 〈그림니르가 말하기를〉의 상술된 절이 인용된다.
《신 에다》 중 〈시어법〉 제60장에 후긴과 무닌이 도래까마귀를 가리키는 시적 이름들 중 하나로 목록에 올라와 있다. 같은 장에서 스칼드 시인 에이나르 스쿨라손의 시 한 편이 인용되어 있다. 이 인용시를 보면 "무닌"은 "도래까마귀"를 가리키는 일반명사처럼 사용되고 있으며, "후긴"은 "썩은 고기"라는 뜻의 케닝그로 사용되고 있다.
《헤임스크링글라》 중 〈윙글링 일족의 사가〉에는 에우헤메리즘적으로 해석된 오딘의 삶이 기록되어 있다. 제7장에서 오딘에게 두 마리의 도래까마귀가 있으며, 이 까마귀들에게 오딘이 말할 수 있는 능력을 부여했다고 한다. 두 까마귀들은 모든 땅 위를 날아다니며 그에게 정보를 모아오며, 그 덕에 오딘은 구전 지식에 관해 매우 지혜로워질 수 있었다.
《제3문법론》에서는 작자 미상의 시 한편에서 오딘의 어깨로부터 날아오르는 도래까마귀들에 관한 내용이 언급되고 있다. 후긴은 목매달린 사람을 찾아다니고, 무닌은 살해당한 시체를 찾아다닌다.

흐니카르(오딘의 또다른 이름)의 어깨로부터 두 마리 도래까마귀 날아올라
후긴은 목매달린 자에게로
무닌은 살해당한 자에게로.

## 유물

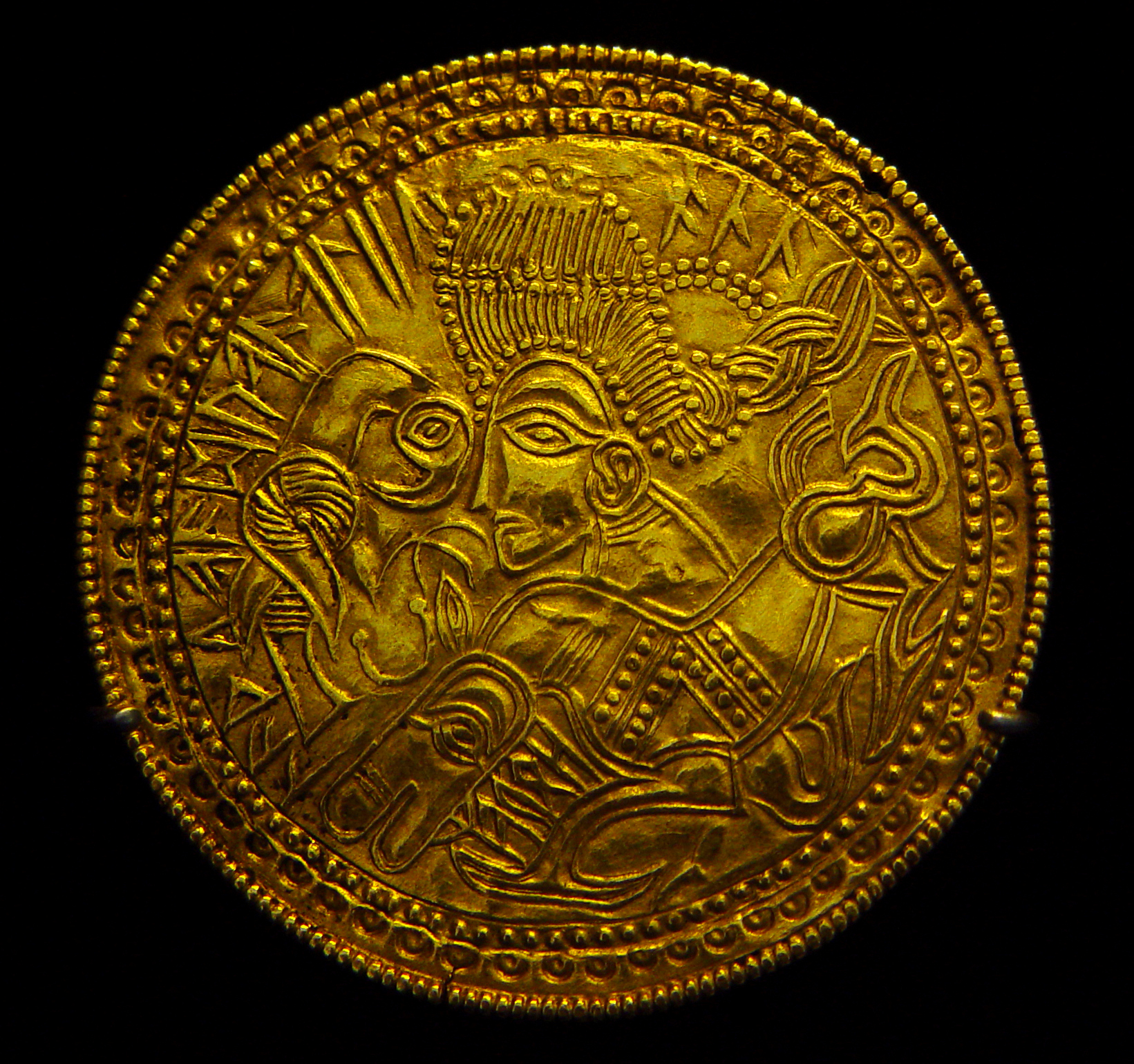
말을 타고 옆에는 새가 한 마리 있는 사람을 새긴 C형 브락테아테(DR BR42).

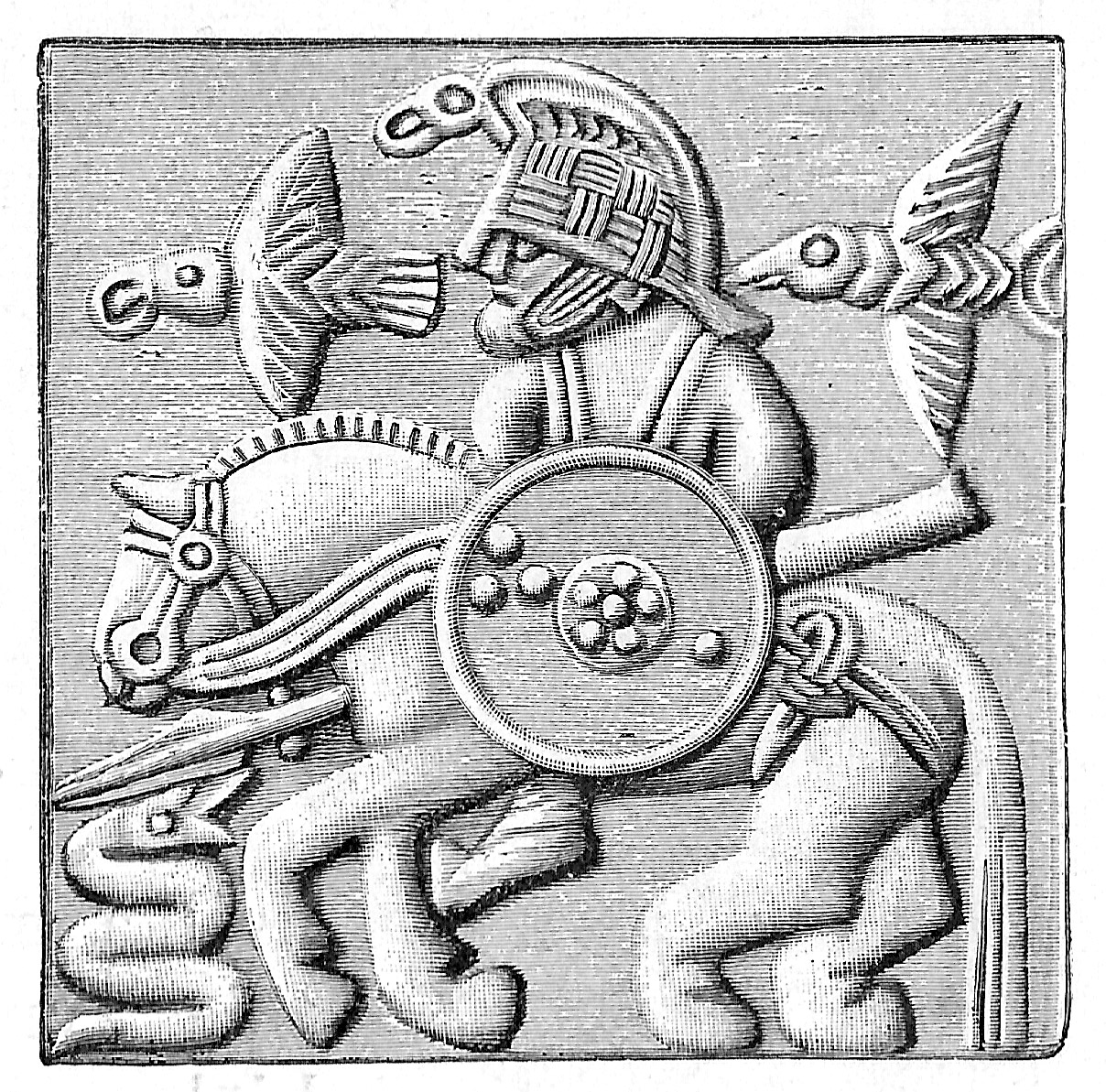
벤델 시대의 투구판의 그림의 탁본. 말을 타고 창을 들고 새를 대동한 사람이 뱀과 마주하고 있다.

게르만족의 대이동 시대(기원후 5세기에서 6세기)에 만들어진 황금 브락테아테들 중에는 말을 타고 창을 들고 새 한 마리 또는 두 마리와 함께 있는 사람을 묘사한 것이 많이 있다. 이 새들의 존재 때문에 이 사람을 곧 후긴과 무닌을 대동한 오딘 신으로 해석하게 되었다. 스노리의 《신 에다》에서 도래까마귀들이 묘사되는 바와 같이 브락테아테에 새겨진 새들도 사람의 귀 또는 말의 귀를 달고 있는 경우가 가끔 있다. 이러한 브락테아테들은 덴마크, 스웨덴, 노르웨이에서 주로 발견되며, 잉글랜드와 덴마크 남부에서도 소수 발견되었다. 오스트리아의 게르만학자 루돌프 지메크는 이 브락테아테들이 오딘과 그의 도래까마귀들이 말을 치료하는 모습일 것이라면서, 이 새들은 단순히 전쟁터를 따라다니기만 하는 것이 아니라 수의학적 목적으로 오딘을 돕는 존재라고 주장했다.
스웨덴의 고분에서 발굴된 벤델 시대(6세기에서 7세기)의 투구판에는 투구를 쓰고 창과 방패를 든 사람이 말을 타고 새 두마리, 즉 오딘의 도래까마귀들을 대동하고 있는 모습이 새겨져 있다.

## 신화 해석
고대 색슨어 시인 《헬리안드》는 색슨인들이 9세기에 기독교를 받아들이면서 신약성경을 번안한 것인데, 원본 성경과 달리 그리스도의 어깨 위에 비둘기 한 마리가 앉아있다는 매우 노골적인 묘사가 이루어지고 있다. 이에 관하여 G. 로널드 머피는 이렇게 논한다.

“강력한 흰 비둘기를 단순히 그리스도의 위가 아니라 정확히 그의 오른어깨 위에 올려둠으로써 《헬리안드》의 저자는 그리스도를 조물주의 아들일 뿐 아니라 새로운 보덴이라고 묘사한 것이다. 어깨 위에 아름다운 새를 올리고(저자는 아마 이 새가 별로 전쟁스럽지 않은 비둘기라는 점을 마음에 들어하지 않았으리라!) 보무도 당당하게 땅 위를 거니는 그리스도의 노골적인 이미지는 보덴의 상실을 애도하고 옛 종교의 상징과 관습의 회귀를 바라는 이들의 공포와 열망을 진정시키기 위한 의도적 이미지인 것이다. 이 이미지를 통해 그리스도는 그 귀에 전능한 영이 속삭임을 주는 게르만족의 신이 되었다.”

학자들은 오딘과 후긴·무닌의 관계를 샤머니즘적 의식으로 해석한다. 존 린도우는 오딘이 자신의 "생각"(후긴)과 "기억"(무닌)을 무아지경에 빠진 샤먼에게 보내주는 능력이 있다고 한다. 린도우는 〈그림니르가 말하기를〉에서 오딘이 후긴과 무닌이 돌아오지 않을까 걱정하는 것을 샤먼이 무아지경에 빠져 정신을 놓는 것의 위험성과 동일시한다.
한편 루돌프 지메크는 이러한 해석에 비판적이다. 그는 오딘의 도래까마귀들을 오딘의 지적 능력을 의인화한 것이라는 해석은 후긴과 무닌이라는 이름으로부터 유도된 것으로서, 이 이름들은 9세기 또는 10세기에야 붙었을 것이라고 본다. 그러나 오딘의 동반자로서 두 마리 도래까마귀는 자기들에게 붙은 이름들보다 훨씬 먼저 만들어졌을 것이다. 대신 지메크는 후긴과 무닌을 게르만족 세계의 보다 광범한 도래까마귀 상징주의와 연관짓는다. 예컨대 잉글랜드의 연대기들과 스칸디나비아 사가들에 나오는 흐라픈스메르키(도래까마귀 깃발)가 그러하다. 흐라픈스메르키는 정해진 방법에 따라 직조되며, 바람에 나부끼면 마치 도래까마귀가 그 양 날개를 펼치는 것처럼 보이게 된다.

## 같이 보기
- 오딘의 이름 목록
- 발라븐
- 야타가라스